# Aleksander Šeliga
Aleksander Šeliga(1 de febrer de 1980 a Celje) és un futbolista eslovè que juga com a porter al club neerlandès Sparta Rotterdam i la selecció de futbol d'Eslovènia.

## Trajectòria

### Inicis
Šeliga va jugar la major part de la seva carrera per al club de la seva ciutat natal, NK Celje. Amb aquest club també va participar en la Copa de la UEFA. El 2005 es va unir a la Slavia de Praga, però després d'un període amb més pena que glòria amb el club txec, va tornar al NK Celje.

### Sparta Rotterdam
L'estiu de 2009, Šeliga va estar a dos clubs dels Països Baixos. El primer club, SC Heerenveen, necessitava desesperadament un porter, però finalment va descartar el fitxatge de Šeliga. El segon club en què va provar sort va ser l'Sparta Rotterdam. El club també necessitava un porter, després que Cássio Ramos va tornar al PSV Eindhoven després d'una cessió. Després d'una breu període de prova, Šeliga va signar un contracte per dos anys. En la seva primera temporada amb l'Sparta (2009-1910) l'entrenador Frans Adelaar va fer-li confiança per a ser el porter titular.

## Trajectòria internacional
A partir de 2007, Šeliga és membre de la selecció de futbol d'Eslovènia. Va debutar el 3 de març de 2010, en un partit amistós celebrat a l'estadi Ljudski vrt de Maribor contra la selecció del Qatar, en què el combinat eslovè va guanyar per 3 gols a 1. Šeliga va jugar 20 minuts en aquell partit. Habitualment és el segon porter de la selecció després del porter de l'Udinese, Samir Handanovič.

## Palmarès
- Copa eslovena: 2004–05 amb el NK Celje.